# Anthidium sudanicum
Anthidium sudanicum is een vliesvleugelig insect uit de familie Megachilidae. De wetenschappelijke naam van de soort is voor het eerst geldig gepubliceerd in 1945 door Mavromoustakis.